# Hassel Iron Works

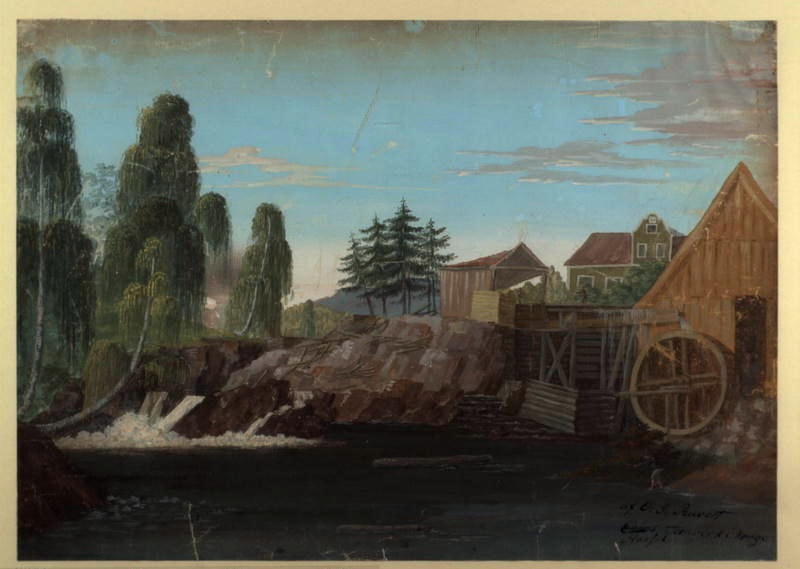
Ole Jørgen Rawert: Hassel Iron Works en Noruega, 1805

Hassel Iron Works (en noruego: Hassel Jernværk) fue una antigua empresa minera y siderúrgica ubicada cerca del pueblo de Skotselv en Øvre Eiker, Buskerud, Noruega.
Hassel Iron Works se estableció en el siglo XVII y recibió un privilegio real del rey Federico III de Dinamarca y Noruega en 1649. Las minas estuvieron en producción hasta 1854, y algunas operaciones continuaron hasta la década de 1870. Sus minas más importantes estaban ubicadas en Hassel en Modum y Barbu cerca de Arendal. La operación incluyó una fundición con un alto horno grande. Se utilizó una gran rueda hidráulica para impulsar el soplador en el alto horno. Hassel Iron Works también recibió mineral de minas vecinas en Sveaas y Skredsvik en Modum, en Holtefjell, Dramdal y Såsen en Øvre Eiker y de Solberg y Åserud en Nedre Eiker.

## Lectura relacionada
- Vogt, Johan Herman Lie (1908) De gamle norske jernverk (H. Aschehoug & Company)

- Datos: Q11974409
- Multimedia: Hassel jernverk / Q11974409